# Myrath
Myrath, раније познат као X-Tazy, је туниски прогресив метал бенд, формиран 2001. године.

## Биографија
Гитариста Малек Бен Арбиа (који је тада имао 13 година) основао је 2001. бенд под именом X-Tazy заједно са два друга, Фахмијем Чакруном (бубњеви) и Валидом Изауијем (гитара), обојица по 14 година. Затим су им се придружили Захер Хамудија на басу и Тарек Идуани као вокал. Током прве две године су свирали обраде блуз, хеви метал и дет метал бендова. 2003. бенду се придружио Ели Бушуша као клавијатуриста и певач да замени Идуанија, док је Изауи напустио бенд.
Након 4 године свирања обрада, бенд је стекао довољно искуства да почне писати сопствену музику. Тако да су марта 2005. издали (само у Тунису) албум Double Face, само-издат албум у саставу који је укључивао новог бубњара Саифа Вхибија (који се прикључио бенду у лето 2004).
24. марта 2006. су наступали као предгрупа Роберту Планту и Adagio-у на концерту одржаном у римском амфитеатру Картагине пред 7 хиљада људи. Августа 2006. нови члан бенда постаје Анис Жуни, бивши басиста бенда Пропаганда, а у том периоду бенд мења име у Myrath. Затим је уз велику помоћ Кевина Кодферта (клавијатуристе групе Adagio, кога су упознали током њиховог наступа у Тунису) бенд децембра 2006. снимио албум Hope. Овај албум је био прекретница у каријери бенда, јер су потписали за француску издавачку кућу Brennus-Music, која га је објавила за светско тржиште септембра 2007 и уз позитивне критике албума бенд је постао познат и изван Туниса.
Јуна 2007. Зохер Зоргати се придружио бенду и постао главни вокал. Успех албума Hope је допринео да бенд наступа на неколико престижних европских фестивала, па је 2. маја 2008. имао дебитантски наступ изван Туниса на Prog'Sud фестивалу у Марсељу, затим су учествовали и на фестивалима Metal Rock у Норвешкој и ProgPower Europe у Холандији.
Њихов следећи студијски албум назван Desert Call издат је од стране француске издавачке куће XIII Bis Records 25. јануара 2010. у Европи, док је за остатак света то била америчка Nightmare Records. Албум Desert Call је приказао нови стил прогресив пауер метала, који се састоји од мешавине традиционалне туниске музике и метала, појачан уравнотеженом арапском и западном оркестрацијом.
Трећи студијски албум Tales of the Sands издат је 27. септембра 2011, поново преко XIII Bis Records и Nightmare Records. Бенд је снимио свој први музички спот за песму Merciless Times са албума  Tales of the Sands.

## Дискографија

### Студијски албуми
- (2007)
- (2010)
- (2011)
- Legacy (2016)
- Shehili (2019)
- Karma (2024)

### Демо албум
- (2005) (издат само у Тунису)

## Чланови

### Тренутни чланови
- Ман Бен Арбиа – гитара (2001–тренутно)
- Захер Зоргати – вокал (2007–тренутно)
- Ели Бушуша – клавијатуре (2003–тренутно), вокал (2007)
- Анис Жуни – бас (2006–тренутно)
- Морган Бертет – бубњеви (2011–тренутно)

### Бивши чланови
- Валид Изауи – гитара (2001–2003)
- Фахми Чакрун – бубњеви (2001–2004)
- Саиф Вхиби – бубњеви (2004–2011)
- Захер Хамудиа – бас (2001–2004)
- Тарек Идуани – вокал (2001–2003)
- Пиве Десфреј - бубњеви (2011)